# Campeonato Europeu de Halterofilismo de 1980
O 59º Campeonato Europeu de Halterofilismo foi organizado pela Federação Europeia de Halterofilismo em Belgrado, na Iugoslávia entre 26 de abril a 4 de maio de 1980. Foram disputadas 10 categorias com a presença de 156 halterofilistas de 26 nacionalidades.

## Medalhistas
| Evento                       | Ouro                                | Ouro              | Prata                               | Prata             | Bronze                                      | Bronze            |
| Mosca (até 52 kg)            | Mosca (até 52 kg)                   | Mosca (até 52 kg) | Mosca (até 52 kg)                   | Mosca (até 52 kg) | Mosca (até 52 kg)                           | Mosca (até 52 kg) |
| ---------------------------- | ----------------------------------- | ----------------- | ----------------------------------- | ----------------- | ------------------------------------------- | ----------------- |
| Arranque                     | Aleksandr Voronin · União Soviética | 107,5 kg          | Stefan Leletko · Polónia            | 10,25 kg          | Jacek Gutowski · Polónia                    | 102,5 kg          |
| Arremesso                    | Stefan Leletko · Polónia            | 135,0 kg          | Aleksandr Voronin · União Soviética | 132,5 kg          | Jacek Gutowski · Polónia                    | 122,5 kg          |
| Total                        | Aleksandr Voronin · União Soviética | 240,0 kg          | Stefan Leletko · Polónia            | 237,5 kg          | Jacek Gutowski · Polónia                    | 225,0 kg          |
| Galo (até 56 kg)             |                                     |                   |                                     |                   |                                             |                   |
| Arranque                     | Oleg Karayanidi · União Soviética   | 117,5 kg          | Turgay Sabriev · Bulgária           | 115,0 kg          | Andreas Letz · Alemanha Oriental            | 110,0 kg          |
| Arremesso                    | Andreas Letz · Alemanha Oriental    | 147,5 kg          | Oleg Karayanidi · União Soviética   | 145,0 kg          | Frank Mavius · Alemanha Oriental            | 145,0 kg          |
| Total                        | Oleg Karayanidi · União Soviética   | 262,5 kg          | Andreas Letz · Alemanha Oriental    | 257,5 kg          | Frank Mavius · Alemanha Oriental            | 255,0 kg          |
| Pena (até 60 kg)             |                                     |                   |                                     |                   |                                             |                   |
| Arranque                     | Stefan Dimitrov · Bulgária          | 127,5 kg          | Antoni Pawlak · Polónia             | 125,0 kg          | Włodzimierz Jakub · Polónia                 | 125,0 kg          |
| Arremesso                    | Yurik Sarkisyan · União Soviética   | 160,0 kg          | Stefan Dimitrov · Bulgária          | 157,5 kg          | Gelu Radu · Roménia                         | 150,0 kg          |
| Total                        | Stefan Dimitrov · Bulgária          | 285,0 kg          | Yurik Sarkisyan · União Soviética   | 280,0 kg          | Antoni Pawlak · Polónia                     | 275,0 kg          |
| Leve (até 67,5 kg)           |                                     |                   |                                     |                   |                                             |                   |
| Arranque                     | Yanko Rusev · Bulgária              | 147,5 kg          | Günter Ambraß · Alemanha Oriental   | 140,0 kg          | Daniel Senet · França                       | 140,0 kg          |
| Arremesso                    | Yanko Rusev · Bulgária              | 190,0 kg          | Günter Ambraß · Alemanha Oriental   | 175,0 kg          | Daniel Senet · França                       | 140,0 kg          |
| Total                        | Yanko Rusev · Bulgária              | 337,5 kg          | Günter Ambraß · Alemanha Oriental   | 315,0 kg          | Karl-Heinz Radschinsky · Alemanha Ocidental | 312,5 kg          |
| Médio (até 75 kg)            |                                     |                   |                                     |                   |                                             |                   |
| Arranque                     | Nedelcho Kolev · Bulgária           | 160,0 kg          | Asen Zlatev · Bulgária              | 157,5 kg          | Aleksandr Pervy · União Soviética           | 155,0 kg          |
| Arremesso                    | Asen Zlatev · Bulgária              | 197,5 kg          | Peter Wenzel · Alemanha Oriental    | 192,5 kg          | Aleksandr Pervy · União Soviética           | 192,5 kg          |
| Total                        | Asen Zlatev · Bulgária              | 355,0 kg          | Nedelcho Kolev · Bulgária           | 347,5 kg          | Aleksandr Pervy · União Soviética           | 347,5 kg          |
| Pesado-ligeiro (até 82,5 kg) |                                     |                   |                                     |                   |                                             |                   |
| Arranque                     | Yurik Vardanyan · União Soviética   | 167,5 kg          | Janusz Alchimowicz · Polónia        | 157,5 kg          | Romuald Jazbowiecki · Polónia               | 157,5 kg          |
| Arremesso                    | Yurik Vardanyan · União Soviética   | 200,0 kg          | Horst Appel · Alemanha Ocidental    | 192,5 kg          | Norbert Bergmann · Alemanha Ocidental       | 192,5 kg          |
| Total                        | Yurik Vardanyan · União Soviética   | 367,5 kg          | Detlef Blasche · Alemanha Oriental  | 345,0 kg          | Horst Appel · Alemanha Ocidental            | 342,5 kg          |
| Meio-pesado (até 90 kg)      |                                     |                   |                                     |                   |                                             |                   |
| Arranque                     | Rumen Aleksandrov · Bulgária        | 175,0 kg          | Valery Shary · União Soviética      | 170,0 kg          | Gennady Bessonov · União Soviética          | 167,5 kg          |
| Arremesso                    | Rumen Aleksandrov · Bulgária        | 215,0 kg          | Gennady Bessonov · União Soviética  | 215,0 kg          | Valery Shary · União Soviética              | 212,5 kg          |
| Total                        | Rumen Aleksandrov · Bulgária        | 390,0 kg          | Valery Shary · União Soviética      | 382,5 kg          | Gennady Bessonov · União Soviética          | 382,5 kg          |
| Pesado I (até 100 kg)        |                                     |                   |                                     |                   |                                             |                   |
| Arranque                     | David Rigert · União Soviética      | 177,5 kg          | Imre Vegi · Hungria                 | 172,5 kg          | László Varga · Hungria                      | 170,0 kg          |
| Arremesso                    | David Rigert · União Soviética      | 210,0 kg          | Michael Hennig · Alemanha Oriental  | 210,0 kg          | Plamen Asparukhov · Bulgária                | 202,5 kg          |
| Total                        | David Rigert · União Soviética      | 387,5 kg          | Michael Hennig · Alemanha Oriental  | 372,5 kg          | Plamen Asparukhov · Bulgária                | 370,0 kg          |
| Pesado II (até 110 kg)       |                                     |                   |                                     |                   |                                             |                   |
| Arranque                     | Leonid Taranenko · União Soviética  | 190,0 kg          | Valentin Hristov · Bulgária         | 175,0 kg          | Pavel Khek · Tchecoslováquia                | 175,0 kg          |
| Arremesso                    | Leonid Taranenko · União Soviética  | 230,0 kg          | Valentin Hristov · Bulgária         | 227,5 kg          | Jürgen Ciezki · Alemanha Oriental           | 217,5 kg          |
| Total                        | Leonid Taranenko · União Soviética  | 420,0 kg          | Valentin Hristov · Bulgária         | 402,5 kg          | Jürgen Ciezki · Alemanha Oriental           | 390,0 kg          |
| Superpesado (+ 110 kg)       |                                     |                   |                                     |                   |                                             |                   |
| Arranque                     | Sultan Rakhmanov · União Soviética  | 190,0 kg          | Yevgeni Popov · Bulgária            | 185,0 kg          | Rudolf Strejček · Tchecoslováquia           | 180,0 kg          |
| Arremesso                    | Sultan Rakhmanov · União Soviética  | 240,0 kg          | Gerd Bonk · Alemanha Oriental       | 232,5 kg          | Yevgeni Popov · Bulgária                    | 232,5 kg          |
| Total                        | Sultan Rakhmanov · União Soviética  | 430,0 kg          | Yevgeni Popov · Bulgária            | 417,5 kg          | Gerd Bonk · Alemanha Oriental               | 407,5 kg          |

## Quadro de medalhas
Quadro de medalhas no total combinado
| Ordem | País               | Medalha de ouro | Medalha de prata | Medalha de bronze | Total |
| ----- | ------------------ | --------------- | ---------------- | ----------------- | ----- |
| 1     | União Soviética    | 6               | 2                | 2                 | 10    |
| 2     | Bulgária           | 4               | 3                | 1                 | 8     |
| 3     | Alemanha Oriental  | 0               | 4                | 3                 | 7     |
| 4     | Polónia            | 0               | 1                | 2                 | 3     |
| 5     | Alemanha Ocidental | 0               | 0                | 2                 | 2     |
| Total | Total              | 10              | 10               | 10                | 30    |